# LXXII. Armeekorps (Wehrmacht)
Das LXXII. Armeekorps, auch (röm. 72. AK), der deutschen Wehrmacht, im vollen Titel Generalkommando LXXII. Armeekorps, war die Bezeichnung für die entsprechende Kommandobehörde, aber auch für den Großverband aus mehreren Divisionen und eigenen Korpstruppen, der von diesem Generalkommando geführt wurde und unter dem Oberbefehl einer Armee oder Heeresgruppe stand.

## Geschichte
Am 13. Februar 1944 wurde die Kommandobehörde während des Deutsch-Sowjetischen Krieges im Süden der Sowjetunion als Generalkommando LXXII. Armeekorps z.b.V. durch den Wehrkreis III gebildet. Hierzu wurden die Stäbe des Befehlshabers Westtaurien, der zuvor als Befehlshaber Krim fungiert hatte, verwendet.
Im März 1944 erfolgte die Unterstellung bei der neuen 6. Armee der Heeresgruppe A im gleichen Einsatzraum um Galatz. In diesem Monat kam die 370. Infanterie-Division (nur im März 1944) und die 5. Felddivision (L) (bis April 1945) zum Korps. Durch Umgliederung der höheren Kommandostruktur wurde die 6. Armee ab April 1944 der Heeresgruppe Südukraine unterstellt. Im Mai/Juli 1944 erfolgte die Unterstellung des Korps unter die rumänische 3. Armee, was bis August des gleichen Jahres so blieb. Von August 1944 bis September 1944 war das Korps wieder bei der 6. Armee und wurde im September 1944 zur Verfügung der Heeresgruppe Südukraine gesetzt. 
Im Oktober 1944 entfiel das „zur besonderen Verfügung“ im Verbandsnamen. Zu dieser Zeit stand das Generalkommando in Südungarn und war erneut der 6. Armee, nun bei der Heeresgruppe Süd, zugeteilt. Innerhalb der Heeresgruppe Süd kam das Korps im Dezember 1944 erneut zur 3. ungarischen Armee.
1945 wechselte der Einsatzort nach Ungarn und das Korps kam zurück zur 6. Armee, um im Monat darauf innerhalb der Heeresgruppe Süd bis April 1945 bei der 8. Armee um den Gran zu kämpfen. Im Februar/März 1945 war die 8. Jäger-Division dem Korps unterstellt.
Zum Zeitpunkt der Kapitulation im Mai 1945 gehörte das Korps zur 1. Panzer-Armee der Heeresgruppe Ostmark in Mähren.

## Korpstruppen
- Artilleriekommandeur (Arko) 472
- Korps-Nachrichten-Abteilung 472
- Korps-Maschinengewehr-Bataillon 472

## Kommandierende Generale
- General der Infanterie Sigismund von Förster: Aufstellung – September 1944
- Generalmajor Georg Zwade: September 1944
- Generalleutnant August Schmidt: 15. September 1944 – 22. Januar 1945
- General der Infanterie Anton Grasser: 22. Januar – 20. April 1945
- Generalleutnant Werner Schmidt-Hammer: April 1945 – Kapitulation